# CeCILL
CeCILL (Cea Cnrs Inria Logiciel Libre) je licence pro svobodný software vytvořená v souladu s francouzským právem a podle zásad GNU. Název byl odvozen od jmen tří francouzských veřejných výzkumných agentur, které licenci vytvořily: CEA (Commissariat à l'énergie atomique et aux énergies alternatives), CNRS (Centre National de la Recherche Scientifique) a Inria (Institut National de Recherche en Informatique et en Automatique), a francouzského spojení „logiciel libre,“ v překladu svobodný software.
Licence CeCILL získala podporu francouzského ministra pro státní službu Renauda Dutreila a sdružení AFUL (Association Francophone des Utilisateurs de Logiciels Libres - Asociace francouzsky mluvících uživatelů svobodného softwaru).

## Použití
„Licence je určena pro použití společnostmi, výzkumnými institucemi a všemi organizacemi, které chtějí vydávat software pod licencí podobnou GPL při zajištění standardní úrovně právní bezpečnosti.“ Užívání GNU GPL pro francouzské projekty může podle některých právníků vyvolávat právní nejistoty. Problém může představovat například neexistence oficiálního francouzského překladu nebo odlišnost francouzského práva v definici pojmu „duševní vlastnictví“.

## Kompatibilita
Licence je plně kompatibilní s GNU GPL, od verze 2.1 také s EUPL (Veřejná licence Evropské unie). Kompatibilitou se v tomto kontextu rozumí možnost kombinovat v jednom programu části softwaru distribuované pod těmito licencemi.

## Verze
CeCILL verze 1 byla vydána v červnu roku 2004. Tato verze je právoplatná jen ve francouzštině. V reakci na zpětnou vazbu komunity Open Source byla v roce 2006 vytvořena verze 2, která nabývá právní hodnoty i v anglické verzi (z právního hlediska jsou obě verze autentické). Nejnovější verze 2.1 CeCILL vydaná v červnu 2013 je oficiálně uznána OSI (Open Source Initiative) jako licence „open source“ a je považována za mezinárodní licenci.

## Další licence CeCILL
V roce 2006 vznikly další dvě licence, které s licencí CeCILL sdílejí většinu textu a jsou navzájem kompatibilní. Na oficiálních stránkách se píše o vzniku „rodiny CeCILL“. Licence CeCILL-B a CeCILL-C nejsou kompatibilní s GNU GPL.
- CeCILL-B – B označuje podobnost s BSD licencí, od níž se liší přísnou povinností citace.
- CeCILL-C – Licence je vhodná pro knihovny a softwarové komponenty (C - „components“) a v principech používání se podobá GNU LGPL.

## Software vydaný pod licencí CeCILL[11]
- Archelios
- Giws
- Harmbal
- huyghens remote manager
- ORFEO Toolbox
- OTESA
- PMB
- Scilab